# Занятие большевиками Ставки Верховного главнокомандующего
Занятие большевиками Ставки Верховного главнокомандующего (ноябрь 1917) — одно из событий в борьбе за власть в России, последовавшей за Октябрьской революцией. Занятие Ставки позволило большевикам ликвидировать потенциальный крупный центр сопротивления их власти. В ходе событий произошёл самосуд над Верховным главнокомандующим генералом Николаем Духониным.

## Предыстория
После прихода к власти большевиков Ставка Верховного главнокомандующего в Могилёве могла стать потенциальным крупным центром сопротивления. Начальник штаба Главковерха генерал Н. Н. Духонин, как и большинство генералов Ставки, был настроен резко антибольшевистски. 26 октября (8 ноября) 1917 он совместно с комиссаром Временного правительства при Ставке Станкевичем выступил с призывом не подчиняться большевистскому правительству. 29 октября (11 ноября) 1917 генерал Духонин вызвал для охраны Ставки ряд ударных частей, из которых в Могилёв прибыло четыре батальона.
После провала похода на Петроград войск А. Ф. Керенского — П. Н. Краснова в ночь на 1 (14) ноября 1917 Керенский перед своим бегством подписал распоряжение о передаче Духонину должности Главковерха. 4—11 (17—24) ноября представители небольшевистских социалистических партий, съехавшиеся в Ставке, обсуждали проект организации при Ставке Общероссийского правительства во главе с эсером Черновым В. М.
9 (22) ноября 1917 Ленин, Сталин и Крыленко потребовали от генерала Духонина начала мирных переговоров с Германией. Получив отказ, Совнарком объявил Н. Н. Духонина «врагом народа», снял его с должности Верховного главнокомандующего и назначил на его место прапорщика Крыленко.
10 (23) ноября 1917 главы военных миссий союзников при Ставке вручили генералу Духонину ноту с протестом против начала сепаратных переговоров о мире, копии которой тот разослал командующим фронтами.

## Первые действия Н. В. Крыленко в качестве Верховного главнокомандующего
11 (24) ноября 1917 Крыленко в качестве Верховного главнокомандующего в сопровождении небольшого отряда, состоявшего из 49 матросов с крейсера «Аврора», 10 офицеров и нескольких красногвардейцев, прибыл в штаб Северного фронта «прощупать почву». «На требование Крыленко приехать к нему главкосев, коморсев и комиссарсев отказались, так как главковерха Крыленко они не знают. Не поехал к Крыленко на его требование и командарм 5». Крыленко снял с должности нескольких генералов, в том числе главнокомандующего Северным фронтом генерала Черемисова. 13 (26) ноября 1917 большевики разогнали комиссариат Северного фронта и арестовали комиссара Северного фронта Шубина. При этом на заседании комитета 5-й армии в Двинске Крыленко заявил, «что революционное отрешение командного состава является в настоящее время задачей текущего момента и что нужно шагать через трупы». Тогда же на этом участке фронта были открыты сепаратные переговоры о мире с германцами.
После этих местных успехов было решено начать наступление на Ставку. Для этого в Петрограде были собраны необходимые силы. Костяк отряда составляли матросы гельсингфорсского отряда мичмана С. Д. Павлова и солдаты Литовского полка. Матрос И. Г. Григорьев, бывший в отряде, оставил такие воспоминания об их поездке из Петрограда в Ставку: «До Витебска ехали без происшествий, и в Витебске сделали чистку населения, вылавливая негодный элемент, делая обыски и обходы. Проделав это в Витебске, мы дальше на остановках забегали в имения, где таковые встречались…, в некоторых местах вылавливали офицеров, бежавших из Петрограда и других городов. И мы их или же доставляли в штаб, или же на месте пускали в расход.»
Получив в Петрограде сведения об этих эксцессах, Викжель выступил с протестом, но принимать серьёзные меры по остановке войск, движущихся на Ставку, не осмелился. Тем временем В. И. Ленин, выступая на II съезде крестьянских депутатов, прокомментировал заявление Викжеля, «разоблачил» «непроверенные обвинения» и заявил, что «революционная армия никогда не произведёт первого выстрела».

## Ликвидация Ставки
17 (30) ноября 1917, когда Духонину стало известно о движении к Могилёву эшелонов с революционными балтийскими матросами, он обратился к правительству УНР за разрешением перевести Ставку в Киев. Генеральный секретариат, однако, затянул рассмотрение этого вопроса, а впоследствии начал выдвигать встречные условия, на удовлетворение которых у Духонина не было ни времени, ни возможности. 18 ноября (1 декабря) 1917 Духонин с тревогой сообщал командующему Румынским фронтом генералу Д. Г. Щербачёву, что «Рада до сих пор не дала ответа», а находившиеся в Могилёве армейские подразделения задерживают отправку имущества Ставки. Одновременно представитель итальянской военной миссии при Ставке сообщил, будто союзники решили признать сепаратный выход России из войны. Духонин отменил свой выезд из Могилева вместе с союзническими миссиями, но эта информация не подтвердилась. 18 ноября (1 декабря) 1917 Духонин приказал «ударникам» покинуть Могилёв и пробиваться с боями на Дон.
19 ноября (2 декабря) 1917 в Могилёв прибыл генерал-майор Одинцов, командированный Генеральным штабом с ведома Совнаркома «для ориентации Ставки в обстановке в Петрограде для соглашения Ставки с Петроградом». После встречи генерала Одинцова с выступавшим от Ставки поручиком В. Шнеуром генерал передал назначенному Совнаркомом главнокомандующему прапорщику Крыленко, что «Ставка сдаётся» и он «может свободно приехать для вступления в должность». В тот же день Духонин распорядился освободить из тюрьмы в Быхове генералов Корнилова, Деникина и других лиц, арестованных после корниловского мятежа (см. также Быховское сидение). Освобождённые генералы убыли на Дон, причём генерала Корнилова сопровождал Текинский конный полк.

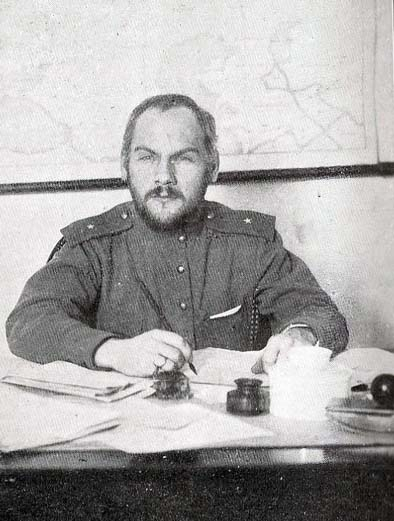
Большевик Николай Крыленко, — мобилизованный в 1916 году в действующую армию из запаса армейской пехоты прапорщик, назначенный в ноябре 1917 года Верховным главнокомандующим Русской армией.

Вскоре после этого могилёвский гарнизон поднял восстание, арестовав генерала Духонина и членов Центрального армейского солдатского комитета.
20 ноября (3 декабря) 1917 Крыленко прибыл в Ставку. После известия об освобождения по приказу Духонина заключенных Быховской тюрьмы, революционные солдаты вышли из-под контроля и совершили самосуд над генералом Духониным. На стихийном митинге у поезда звучали истеричные призывы не допустить бегства Духонина, как это произошло с Корниловым и Керенским. Никакие доводы Крыленко и комиссаров о том, что Духонин добровольно сдался сам и теперь будет доставлен в Петроград для суда на матросов никак не подействовали. Очевидец событий матрос Григорьев назвал имя убийцы: «Матрос Васильев с посыльного судна „Ястреб“». Но и «остальная братва» приняла участие в убийстве и глумлении над телом: «…разделалась уже с мёртвым, нанеся ему бесконечное количество ран кто во что попало, и поставила его на видном месте в телячьем вагоне, стоя приспособила, чтобы публика интересовалась царским генералом» — вспоминал Григорьев.
М. Д. Бонч-Бруевич следующим образом пересказывает эти события со слов очевидца событий, коменданта поезда Крыленко, матроса Гвардейского экипажа Приходько:

…Образовалась толпа человек в сто. Из толпы посыпались угрожающие возгласы и требования, чтобы Духонин вышел из вагона. Успокоив Духонина, Крыленко приказал коменданту сказать собравшимся у вагона, что бывший верховный находится у него и ему совершенно незачем выходить. … Ещё через полчаса у вагона снова собралась толпа. Она была значительно больше первой и вела себя куда воинственнее и грубей. У многих были винтовки и ручные гранаты. Один из наиболее настойчивых матросов забрался на площадку и все время порывался оттолкнуть часового и проникнуть в вагон. … Тем временем часть матросов обошла вагон и забралась в тамбур, дверь в который была прикрыта, но не закрыта. Крыленко уже не слушали; его оттеснили и начали грозить ему расправой.
Когда шум и крики толпы превратились в сплошной гул, из коридора на площадку вагона неожиданно вышел Духонин и, встав на первую от верха ступеньку, сдавленным голосом начал:
— Дорогие товарищи…

Но тут неожиданно кто-то всадил ему штык в спину, и он лицом вниз упал на железнодорожное полотно. Установить, кто был убийца, не удалось. … В поднявшейся суматохе с Духонина быстро стащили сапоги и сняли верхнюю одежду. Пропали и его часы и бумажник.
Окончательно Ставка была ликвидирована 16 марта 1918 года в ходе демобилизации бывшей царской армии по условиям Брестского мира.

## Последствия
Военные представители союзников после захвата большевиками Ставки перебрались в Киев, рассчитывая на то, что хотя бы украинская часть русского фронта будет сохранена в случае выхода Советской России из войны.
Последствия захвата большевиками Ставки и убийства главковерха Русской армии были глубокими как с политической, так и с психологической точки зрения. События были позитивно оценены разложившейся солдатской массой и германским командованием. Авторитет большевистской власти в их глазах вырос. Солдаты, получив наглядный пример того, что для достижения обещанных целей (перемирие и демобилизация) Совет народных комиссаров готов идти на самые крайние меры, укрепились в своей поддержке новому правительству и в собственной готовности решать все возникающие проблемы самым радикальным путём.
Затерроризированные офицеры, проводя панихиды по H. H. Духонину, приходили к выводу, что с новой властью им ещё сложнее будет ужиться, и обращали взгляды на зарождающуюся Добровольческую армию. Раскол между офицерами и солдатами ещё более углубился.
Выражение «отправить в штаб к Духонину» в смысле «расстрелять без суда» стало во все годы Гражданской войны употребляться не только красными, но и белыми.